# Sreda

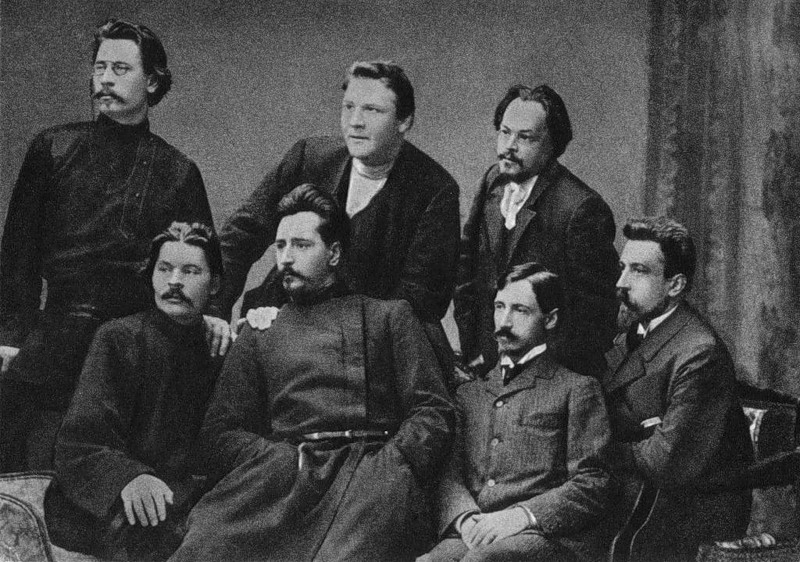
Quelques membres du cerle Sreda. Rangée du dessus (gauche à droite): S. Skitalets, Fédor Chaliapine, Evgueni Tchirikov. En bas : Maxime Gorki, Leonid Andreïev, Ivan Bounine, Nikolaï Telechov. Photo de 1902.

Sreda ou mercredi (sreda signifie mercredi en russe) (en russe : Среда) ou mercredi littéraire moscovite (Московская литературная среда) est un cercle littéraire et artistique moscovite qui a existé de 1899 à 1916. Les membres de cercle se réunissaient le mercredi, d'abord dans des appartements privés (en général chez l'écrivain Nikolaï Telechov (en), puis après 1907 dans un des locaux du Cercle littéraire artistique de Moscou). Le président de l'association a longtemps été Alexandre Soumbatov (en), qui a ensuite été remplacé par Valeri Brioussov. 

## Participants
Parmi les écrivains et artistes (peintres, chanteurs) membres de cette association, on retrouve notamment :
- Ivan Bounine
- Apollinaire Vasnetsov
- Vikenti Veressaïev
- Alexandre Golovine
- Maxime Gorki
- Isaac Levitan
- Konstantin Pervoukhine
- Sergueï Rachmaninov
- Fédor Chaliapine
- Emilia Chanks
- Sergueï Golouchev

## Molodaïa sreda
En 1911, apparaît un cercle de Molodaïa sreda (en français : mercredi jeune) dirigé par Jouli Bounine (ru) regroupés autour des Éditions de livres d'écrivains à Moscou. Ce ne sont pas seulement des écrivains tels Ivan Chmeliov, Boris Pilniak, Alexis Nikolaïevitch Tolstoï ; mais aussi des peintres (Apollinaire Vasnetsov) et des poètes (Mikhaïl Galpérine). Ils se réunissent au Cercle littéraire et artistique de Moscou.  